# حلقي الأوكتين
حلقي الأوكتين (أو سيكلوأوكتين) هو مركب عضوي من مجموعة الألكينات الحلقية، له الصيغة الكيميائية C8H14، ويكون على شكل سائل بني فاتح اللون.
تتكون بنية المركب من حلقة ثمانية حاوية على رابطة مضاعفة واحدة، ويوجد منه متصاوغان هندسيان وهما الشكل مقرون cis (الشكل Z) و مفروق trans (الشكل E) وذلك حسب الترتيب الفراغي.

## التحضير
يحصل على الشكل (z) من حلقي الأوكتين بعملية هدرجة لمركب حلقي الأوكتاتترايين؛ أو من إجراء تفاعل كوب لمركب N,N-Dimethylcyclooctylaminoxide؛ كما يحصل على مزيج راسمي من الشكلين (E)-(+)- و (E)-(–)-حلقي الأوكتين بإجراء عملية تحلل حراري لمركب N,N,N-Trimethylcyclooctylammoniumhydroxide.
كما يتم الحصول على الشكل (E) من المركب بطريقة مميزة من خلال تفاعل كوري-وينتر Corey–Winter olefin synthesis وذلك انطلاقاً من (E)-2,1-حلقي أوكتانديول.

## الخواص
يوجد هناك شكلان هندسيان للمركب وهما الشكل مقرون cis (الشكل Z) و مفروق trans (الشكل E)؛ ويعد الشكل المقرون cis الأكثر استقراراً بينهما، حيث يمكن أن يأخذ عدة أشكال فراغية، أكثرها استقراراً على هيئة «شريط شعر» ribbon.
|                   |                     |
| الشكل المقرون cis | الشكل المفروق trans |

يمكن أن تحدث عملية تغير في المتصاوغات؛ إذ يتحول الشكل (Z) إلى الشكل (E) بالتعريض للأشعة فوق البنفسجية، ووتترافق العملية بإزالة مستمرة للشكل المفروق الناتج (E) من الوسط باستمرار لإزاحة التوازن، حيث يتم ذلك عادة بالتعقيد مع الفضة.

## الاستخدامات
- يستخدم حلقي الأوكتين كربيطة في الاصطناع العضوي.